# Nivatogastrium
Nivatogastrium is een geslacht van schimmels behorend tot de familie Strophariaceae. De typesoort is Nivatogastrium nubigenum.

## Soorten
Volgens Index Fungorum telt het geslacht in totaal twee soorten (peildatum april 2023):
| Soortnaam                | Auteur(s) | Publicatiejaar |
| ------------------------ | --------- | -------------- |
| Nivatogastrium lignicola | E. Horak  | 1971           |
| Nivatogastrium sulcatum  | E. Horak  | 1971           |